# Rookie Davis
Pour les articles homonymes, voir Davis.
William Theron Davis, surnommé Rookie Davis, et né le 29 avril 1993 à Sneads Ferry (Caroline du Nord) aux États-Unis, est un lanceur droitier qui a joué pour les Reds de Cincinnati et les Pirates de Pittsburgh en Ligue majeure de baseball en 2017 et 2019.

## Carrière
Rookie Davis est repêché par les Yankees de New York au 14e tour de sélection en 2011. 
Avec le lanceur droitier Caleb Cotham, le joueur de troisième but Eric Jagielo et le joueur de deuxième but Tony Renda, Davis est l'un des quatre joueurs de ligues mineures que les Yankees échangent aux Reds de Cincinnati le 28 décembre 2015 en échange du releveur étoile Aroldis Chapman.
Davis fait ses débuts dans le baseball majeur comme lanceur partant des Reds de Cincinnati le 6 avril 2017 face aux Phillies de Philadelphie.